# Orangebröstad fnittertrast
Orangebröstad fnittertrast (Garrulax annamensis) är en fågel i familjen fnittertrastar inom ordningen tättingar. Den förekommer enbart i Vietnam. Trots det begränsade utbredningsområdet anses beståndet vara livskraftigt.

## Utseende
Orangebröstad fnittertrast är en medelstor (24–26 cm) brun fnittertrast. Fjäderdräkten är generellt mörkbrun, med tydliga mörka fläckar på svartaktiga strupen och orangefärgade bröstet. Bakom ögat syns ett smalt vitt streck. Näbben är rätt lång och stjärten kort.

## Utbredning och systematik
Fågeln förekommer enbart i på Langbianplatån i Vietnam. Tidigare behandlades den som en underart till fläckbröstad fnittertrast (G. merulinus) och vissa gör det fortfarande.

## Levnadssätt
Arten hittas vanligen mellan 800 och 2000 meters höjd i undervegetation i städsegrön lövskog, bambustådn, igenväxta övergivna odlingsmarker och tät ungskog och igenväxande buskmark. Den är skygg och håller sig utom synhåll, födosökande på marken enstaka, i par eller i smågrupper. Födan är okänd. 

### Häckning
Orangebröstad fnittertrast häckar april–juli. Den bygger ett grunt skålformat bo av mossa, gräs, rötter, löv och ormbunksblad. Det placeras lågt bland ormbunkar eller törnbuskar. Däri lägger den två till tre ägg.

## Status
Arten har ett mycket begränsat utbredningsområde, men kategoriserades fram till 2024 som livskraftig. Sentida data visar att arten minskat mycket kraftigt till följd av fångst för vidare försäljning inom burfågelindustrin. IUCN kategoriserar den sedan 2024 därför som starkt hotad (EN).